# Abbas Rahim
Abbas Rahim (Bagdad, Irak; 25 de enero de 1979 – Bagdad, Irak; 10 de agosto de 2012) fue un futbolista iraquí que jugó en la posición de centrocampista.

## Carrera

### Club
| Periodo   | Club             |
| --------- | ---------------- |
| 1996-1997 | Al-Karkh SC      |
| 1997-1998 | Al-Shorta SC     |
| 1998-1999 | Al-Karkh SC      |
| 1999-2000 | Al-Shorta SC     |
| 2000      | Al-Zawraa        |
| 2000-2004 | Al-Shorta SC     |
| 2004      | Al-Jaish Damasco |
| 2004-2005 | Al-Shorta SC     |
| 2005-2006 | Al-Zawraa        |

### Selección nacional
Jugó para Irak en 35 ocasiones de 1999 a 2003 y anotó cuatro goles; participó en la Copa Asiática 2000.

## Muerte
El 10 de agosto de 2012 Rahim murió luego de que su automóvil chocara en la ruta entre Bagdad y Najaf a los 33 años.

## Logros
- Liga Premier de Irak (2): 1997/98, 2005/06
- Copa de Irak (2): 2000/01, 2002/03
- Copa Elite Iraquí (3): 2000, 2001, 2002